# Vysílač Radimovice u Želče
Vysílač Radimovice u Želče se nachází v nadmořské výšce 517 m n. m. Zajišťuje distribuci rozhlasového signálu především pro Radimovice u Želče, Libějice, Větrovy, Horky nebo Slapy.
Areál vysílače je v majetku společnosti České Radiokomunikace a. s. Kromě rozhlasového vysílače a ostatních radioreléových spojů jsou zde umístěny i základnové stanice (BTS) mobilních operátorů O2 a T-Mobile.

## Vysílané stanice

### Rozhlas
Přehled rozhlasových stanic vysílaných blízko Radimovic u Želče:
|    | Stanice              | Kmitočet  | Výkon (ERP) | Polarizace |
| -- | -------------------- | --------- | ----------- | ---------- |
| FM | ČRo České Budějovice | 103,9 MHz | 0,1 kW      | vertikální |

## Ukončené vysílání

### Analogová televize
Vypínání analogového vysílání probíhalo 30. června 2010.
| Vypnuto     | Stanice  | Kanál | Kmitočet   | Výkon (ERP) | Polarizace   |
| ----------- | -------- | ----- | ---------- | ----------- | ------------ |
| červen 2010 | ČT1      | 27    | 519,25 MHz | 7,8 kW      | horizontální |
| červen 2010 | TV Prima | 44    | 655,25 MHz | 100 kW      | horizontální |

## Nejbližší vysílače
| Růžice kompasu | Krkavec 104,9 km    | Mezivrata 24,8 km | Krásné 93,1 km   | Růžice kompasu |
| Růžice kompasu | Barák 90,2 km       | Sever             | Kojál 157,4 km   | Růžice kompasu |
| Růžice kompasu | Barák 90,2 km       | Západ · Východ    | Kojál 157,4 km   | Růžice kompasu |
| Růžice kompasu | Barák 90,2 km       | Jih               | Kojál 157,4 km   | Růžice kompasu |
| Růžice kompasu | Mařský vrch 67,1 km |                   | Javořice 53,6 km | Růžice kompasu |